# سانتيد
بلدية سانتيد (بالإسبانية: Santed) هي بلدية تقع في مقاطعة سرقسطة التابعة لمنطقة أراغون شمال شرق إسبانيا.

## الديموغرافيا
بلغ عدد سكان بلدية سانتيد 67 نسمة عام 2011 (وفقاً للمعهد الوطني الإسباني للإحصاء).
| 83 | 77 | 77 | 76 | 67 | 61 | 67 |